# Gauliga Niedersachsen
De Gauliga Niedersachsen was een van de zestien Gauliga's die in 1933 werd opgericht na de machtsgreep van de NSDAP in 1933. De overkoepelende voetbalbonden van de regionale kampioenschappen werden afgeschaft en zestien Gauliga's namen de plaats in van de voorheen ontelbare hoogste klassen. In de Gauliga Niedersachsen speelden teams die voornamelijk uit de competities van de Noord-Duitse voetbalbond kwamen, al waren er ook enkele clubs die voorheen in de West-Duitse competities speelden.
In 1942 werd de Gauliga Niedersachsen opgedeeld in de Gauliga Südhannover-Braunschweig en de Gauliga Weser-Ems. Een jaar later werd daar nog de Gauliga Osthannover aan toegevoegd.

## Erelijst
| Seizoen | Kampioen      | Vicekampioen     |
| 1933-34 | Werder Bremen | Arminia Hannover |
| 1934-35 | Hannover 96   | Werder Bremen    |
| 1935-36 | Werder Bremen | Hannover 96      |
| 1936-37 | Werder Bremen | Arminia Hannover |
| 1937-38 | Hannover 96   | VfL Osnabrück    |
| 1938-39 | VfL Osnabrück | Hannover 96      |
| 1939-40 | VfL Osnabrück | Hannover 96      |
| 1940-41 | Hannover 96   | VfL Osnabrück    |
| 1941-42 | Werder Bremen | LSV Wolfenbüttel |

## Eeuwige ranglijst
| Club                          | /9 | Seizoenen (1933-1942)           |
| ----------------------------- | -- | ------------------------------- |
| SV Werder Bremen              | 9  | 1933-1942                       |
| Hannoverscher SV 96           | 9  | 1933-1942                       |
| SV Eintracht Braunschweig     | 9  | 1933-1942                       |
| SV Arminia Hannover           | 9  | 1933-1942                       |
| SV Algermissen                | 6  | 1933-1939                       |
| VfB Peine                     | 6  | 1933-1934, 1935-1940            |
| VfL Osnabrück                 | 6  | 1935-1936, 1937-1942            |
| ASV Blumenthal                | 5  | 1937-1942                       |
| 1. SC Göttingen 05            | 4  | 1933-1934, 1936-1937, 1940-1942 |
| SV Linden 07                  | 4  | 1937-1938, 1939-1942            |
| FC Borussia 04 Harburg        | 3  | 1934-1937                       |
| VfB Komet 1896 Bremen         | 3  | 1933-1936                       |
| Bremer SV                     | 3  | 1933-1935, 1939-1940            |
| RSV 06 Hildesheim             | 3  | 1933-1936                       |
| SpVgg 05 Wilhelmshaven        | 3  | 1939-1942                       |
| TuSG Schinkel 04              | 3  | 1939-1942                       |
| VfR 1907 Harburg              | 2  | 1935-1937                       |
| SpVgg 07 Hildesheim           | 2  | 1939-1941                       |
| Wilhelmsburger FV 09          | 1  | 1936-1937                       |
| FC Viktoria 1910 Wilhelmsburg | 1  | 1934-1935                       |
| SpVgg 1897 Hannover           | 1  | 1934-1935                       |
| BV Germania Wolfenbüttel 1910 | 1  | 1937-1938                       |
| MSV Jäger 7 Bückeburger       | 1  | 1938-1939                       |
| MSV Lüneburg                  | 1  | 1938-1939                       |
| TuRa Gröpelingen              | 1  | 1940-1941                       |
| TSV 1897 Osnabrück            | 1  | 1941-1942                       |
| LSV Wolfenbüttel              | 1  | 1941-1942                       |

1933/34 · 1934/35 · 1935/36 · 1936/37 · 1937/38 · 1938/39 · 1939/40 · 1940/41 · 1941/42

Gauliga Südhannover-Braunschweig: 1942/43 · 1943/44 · 1944/45

Gauliga Weser-Ems: 1942/43 · 1943/44 · 1944/45

Gauliga Osthannover: 1943/44 · 1944/45
Originele Gauliga's: Baden · Bayern · Berlin-Brandenburg · Hessen · Mitte · Mittelrhein · Niederrhein · Niedersachsen · Nordmark · Ostpreußen · Pommern · Sachsen · Schlesien · Südwest-Mainhessen · Westfalen · Württemberg

Gauliga's na 1939: Hamburg · Hessen-Nassau · Köln-Aachen · Kurhessen · Mecklenburg · Moselland · Niederschlesien · Oberschlesien · Osthannover · Schleswig-Holstein · Südhannover-Braunschweig · Weser-Ems · Westmark

Gauliga's in bezette gebieden: Böhmen und Mähren · Danzig-Westpreußen · Elsaß · Generalgouvernement · Sudetenland · Ostmark · Wartheland